# Karafa Badjie
Karafa Badjie ist ein gambischer Politiker.

## Leben
| Parlamentswahl | Stimmen | Stimmanteil     |
| -------------- | ------- | --------------- |
| 1997           | n/a     | ohne Konkurrenz |

Karafa Badjie trat bei der Wahl zum Parlament 1997 als Kandidat der Alliance for Patriotic Reorientation and Construction (APRC) im Wahlkreis Foni Berefet in der Brikama Administrative Region an. Da es von der Opposition keinen Gegenkandidaten gab, konnte er den Wahlkreis für sich gewinnen. Badjie trat zur Wahl zum Parlament 2002 nicht an, was viele aus dem Wahlkreis bedauerten.